# Лешкорой
Лешкорой — покинутый аул в Чеберлоевском районе Чеченской Республики.

## Население
| Год  | Численность |
| ---- | ----------- |
| 1883 | 84          |
| 1889 | 78          |
| 1899 | 102         |

## География
Аул расположен к северо-востоку от районного центра Шаро-Аргун.
Ближайшие населённые пункты: на юго-востоке — Хай-Хецагуни и Джубикаул, на юге — Богачерой.

## История
Российский историк-востоковед, кавказовед, археограф, археолог Берже А. П., аулы Ляшкерой и Багачирой отнес к Чеберлоевскому обществу.